# لويس بول مفيديه
لويس بول مفيديه (بالفرنسية: Louis M'Fédé)‏ (مواليد 26 فبراير 1961) هو لاعب كرة قدم. يلعب مع منتخب الكاميرون لكرة القدم. سبق له أن لعب في كأس العالم لكرة القدم مع منتخب بلاده.

## روابط خارجية
- لويس بول مفيديه على موقع الاتحاد الدولي (مؤرشف)  (الإنجليزية)
- لويس بول مفيديه على موقع قاعدة بيانات كرة القدم.إي يو (الإنجليزية)
- لويس بول مفيديه على موقع ناشيونال فوتبول تيمز (الإنجليزية)
- لويس بول مفيديه على موقع عالم كرة القدم.نت (الإنجليزية)
- لويس بول مفيديه على موقع أوليمبيديا (الإنجليزية)